# Fontaine Sainte-Julitte (Remungol)
Pour les articles homonymes, voir Fontaine Sainte-Julitte.
La fontaine Sainte-Julitte  est située au sud-est du chevet de l'église du bourg de Remungol dans la commune d'Évellys, dans le département du Morbihan.

## Historique
L'enceinte de la fontaine fait l’objet d’une inscription au titre des monuments historiques depuis le 20 mars 1934.

## Architecture
La piscine de la fontaine est surmontée d'une arcade. 
Le sommet est constitué d'une bâtière qui abrite, d'un côté le Christ entre la Vierge et saint Jean, de l'autre une Vierge à l'enfant.